# Based on a True Story (Sick of It All)
Based on a True Story è il nono album in studio dei Sick of It All, pubblicato il 20 aprile 2010 con la Nuclear Blast Records. È il primo album della formazione dopo quattro anni, dal momento che la pubblicazione di Death to Tyrants risale al 2006, la più lunga distanza tra gli album dei Sick of It All di carriera.

## Tracce[1]
1. Death or Jail - 2:51
2. The Divide - 2:50
3. Dominated - 2:09
4. A Month of Sundays - 2:34
5. Braveheart - 0:45
6. Bent Outta Shape - 1:54
7. Lowest Common Denominator - 2:19
8. Good Cop - 2:28
9. Lifeline - 2:35
10. Watch It Burn - 2:34
11. Waiting for the Day - 2:26
12. Long as She's Standing - 2:34
13. Nobody Rules - 2:39
14. Dirty Money - 2:58
15. "Trouble Ahed" - 1:11

## Formazione
- Lou Koller - voce
- Pete Koller - chitarra
- Craig Ahead - basso
- Armand Majidi - batteria